# Ángel Romano
Alfredo Ángel Romano (* 2. August 1893 in Montevideo; † 22. August 1972 in Uruguay) war ein uruguayischer Fußballspieler. Während seiner von 1910 bis 1930 andauernden Karriere gewann er, vornehmlich mit Nacional Montevideo, neunmal die Landesmeisterschaft. Mit der Nationalmannschaft gewann er olympisches Gold und sechsmal die Südamerikanische Fußballmeisterschaft. Mit acht Teilnahmen bei diesem Wettbewerb hält er den Rekord. Mit 69 Länderspielen war er bis 1985 Rekordnationalspieler seines Landes.

## Karriere
Ángel Romano begann seine Karriere 1910 bei Nacional Montevideo, wo er am 11. September 1910 gegen Central debütierte und drei Tore zum Sieg beisteuerte. 1911 wechselte er zum Central Uruguay Railway Cricket Club, der ab 1913 als Club Atlético Peñarol firmieren sollte. Noch im ersten Jahr bei den gelb-schwarzen gewann er mit diesen seine erste Landesmeisterschaft.

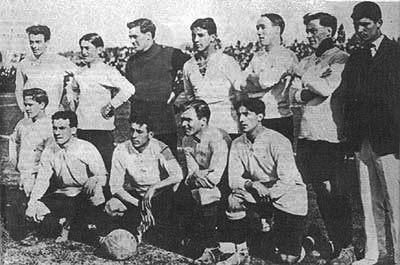
Südamerikameister 1917 Ángel Romano (vorne Mitte) mit der uruguayischen Meistermannschaft von 1917

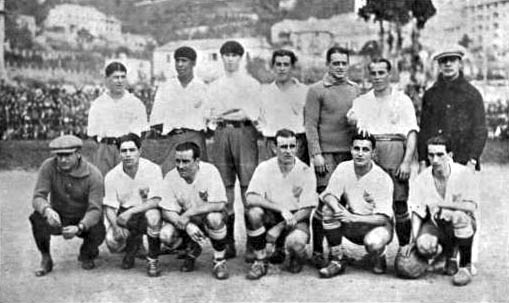
Nacional im April 1925 in Genua

1913 wechselte er auf die andere Seite des Río de la Plata in die argentinische Hauptstadt zu den Boca Juniors und wurde in dieser Zeit auch einige Male in der argentinischen Nationalmannschaft für Freundschaftsspiele aufgestellt. Romano, oft mit dem Spitznamen Loco („Verrückter“) bedacht, kehrte aber bereits 1915 nach Uruguay zurück und schloss sich wieder Nacional an.
Diesmal sollte er dem Verein bis zu seinem Karriereende 1930 treu bleiben. Zwischen 1915 und 1924, eine Ära, die die erste Glanzzeit von Nacional beschreibt, gewann er mit den Bolsos acht Mal den Meistertitel. Es wird berichtet, dass Romano in 388 Partien insgesamt 164 Tore in der uruguayischen Meisterschaft erzielt hat.
1925 und 1926 fanden in Uruguay aufgrund von Auseinandersetzungen um die Organisation des Fußballwesens keine Meisterschaften statt. Nacional nutzte die Gelegenheit zu einer ausgedehnten Europatournee. Romano bereiste dabei zwischen März und August 1925 mit seinem Verein neun verschiedene Länder. In 38 Spielen – unter anderem gegen den spanischen Pokalsieger FC Barcelona, den italienischen Meister Genoa CFC, Sporting Lissabon, Rapid Wien und Sparta Prag, aber auch zahlreiche weniger bedeutende Gegner – gewann Nacional 26 Mal und verlor nur fünf Partien mit einem Torverhältnis von 130:30. Ángel Romano wird jedoch nur einmal als Torschütze aufgeführt. Es wird berichtet, dass insgesamt 700.000 Menschen die Spiele Nacionals besucht haben – in Wien wurde die Delegation sogar von Bundespräsident Michael Hainisch empfangen. Teils zeitgleich und in denselben Ländern befand sich mit dem brasilianischen CA Paulistano, mit dem Starspieler Arthur Friedenreich, ein weiterer südamerikanischer Spitzenverein auf Europareise. Nach der Wiederaufnahme der Meisterschaft 1927 wurde Nacional nur Vierter. Eine erneute Auslandsreise führte die Mannschaft mit Romano im selben Jahr nach Nordamerika, Mexiko, Kuba und auf die Antillen.
Romano wurde erstmals am 15. August 1911 in der uruguayischen Nationalmannschaft eingesetzt und trug dabei mit einem Tor zum 2:0-Sieg der Uruguayer gegen Argentinien in Buenos Aires im seinerzeit jährlichen Vergleich der beiden Länder um die Copa Lipton bei. Bis 1927 trat er insgesamt 69 Mal für die Celeste an und war von 1923 bis 1985, bis er von dem Torwart Rodolfo Rodríguez, einem weiteren Spieler von Nacional, übertroffen wurde, Rekordnationalspieler von Uruguay. Kurzlebiger war seine Zeit als Rekordtorschütze der uruguayischen Nationalmannschaft. Seine 28 Tore wurden bereits im Jahr 1928 von Héctor Scarone überboten, der ebenso den Reihen von Nacional entsprang. Sein 69. Länderspiel (davon ein Spiel am 28. September 1924 nach 4 Minuten abgebrochen und am 2. Oktober 1924 wiederholt, weshalb es in einigen Statistiken nicht mitgezählt wird) am 14. April 1927 bedeutete gleichzeitig, dass er den von Imre Schlosser und Max Abegglen gehaltenen Weltrekord von 68 Spielen überbot und bis zum 31. März 1940 halten konnte, ehe er vom Schweizer Severino Minelli überboten wurde. Er ist bis dato der einzige Südamerikaner, der den Weltrekord aufstellen konnte.
Mit Uruguay nahm er 1916 an der Erstaustragung der Südamerikanischen Fußballmeisterschaft teil und bestritt dabei am 2. Juli in Buenos Aires das erste Spiel der Turniergeschichte, das Uruguay mit 4:0 gegen Chile gewann. Bis 1926 nahm er noch an sieben weiteren Südamerikameisterschaften teil, wobei Uruguay dabei sechs Titel gewann, ein Mal Zweiter und zweimal Dritter wurde. Es ist aber anzumerken, dass Romano beim Titelgewinn 1923 zwar im Kader war, aber nicht zum Einsatz kam. Insgesamt kam Romano auf 23 Turniereinsätze mit 12 Treffern. 1917 und 1920 wurde er dabei mit vier beziehungsweise drei Treffern zum Torschützenkönig, musste sich aber 1920 die Ehre mit seinem Landsmann José Pérez, einem Peñarol-Spieler, teilen.
Ein weiterer Höhepunkt war der Goldmedaillengewinn mit Uruguay bei den seinerzeit einer Weltmeisterschaft gleichgesetzten Olympischen Spielen von 1924 in Paris. Nachdem Uruguay im Halbfinale die von William Townley trainierten Niederländer ausschaltete, trug Romano im Finale von Colombes in der Peripherie der Hauptstadt mit einem Treffer zum 3:0-Sieg Uruguays gegen die Schweiz bei, zu deren Trainergespann mit Izidor Kürschner ein weiterer bedeutender Fußballpionier gehörte.
Nach seinem Abschied vom aktiven Fußball wurde Ángel „El Loco“ Romano Ehrenmitglied von Nacional und betätigte sich auch in der Vereinsleitung.

## Titel
Nationalmannschaft:
- Olympische Goldmedaille: 1924
- Südamerikameisterschaft: 1916, 1917, 1920, 1923*, 1924, 1926

*) 1923 im Kader aber ohne Einsatz.
- Südamerikanische Meisterschaft / Torschützenkönig: 1917, 1920

Vereine:
- Meisterschaft von Uruguay: 1911, 1915, 1916, 1917, 1919, 1920, 1922, 1923, 1924